# وست سنت پاول (مینه‌سوتا)
وست سنت پاول، مینه‌سوتا (به انگلیسی: West St. Paul, Minnesota) یک شهر در ایالات متحده آمریکا است که در شهرستان داکوتا واقع شده‌است.

## خصوصیات
وست سنت پاول ۱۲٫۹۸ کیلومترمربع مساحت و ۱۹٬۵۴۰ نفر جمعیت دارد و ۳۱۳ متر بالاتر از سطح دریا واقع شده‌است.